# 1812

## أحداث
- تأسيس مدينة تووز وتقع حاليا في أذربيجان.
- تأسيس مدينة باري وتقع حاليا في كندا.
- 15 فبراير: تأسيس مدينة كابو دي سانتو أغوستينو وتقع حاليا في البرازيل.
- 8 ديسمبر : زلزال بقوة 7.5 يضرب الولايات المتحدة ويخلف 40 قتيلا.
- نهاية الحرب الإنجليزية الروسية في 18 يوليو 1812 والتي بدأت في 2 سبتمبر 1807.
- وقوع الغزو الفرنسي لروسيا بداية من 24 يونيو 1812 إلى 14 ديسمبر 1812.
- بداية حرب 1812 في 18 يونيو 1812 والتي انتهت في 18 فبراير 1815.
- 12 مارس - زلزال عنيف يدمر العاصمة الفنزويلية كراكاس.

## مواليد

### تاريخ غير معروف
- أسكانيو سوبريرو
- أغسطس ويلبي نورثمور بوجن
- تشارلز ديكنز
- جون ب. ويلر
- يوهان جدفريد جال

### مايو
- 31 مايو - هرمان مارتن أسموس، إحاثي ألماني.

## وفيات
- سبنسر برسيفال